# Willard Tibbetts
Willard Lewis Tibbetts Jr. (26 marzo 1903 – 28 marzo 1992) è stato un mezzofondista statunitense, specializzato nei 3000 metri piani.

## Palmarès

### Olimpiadi
- Bronzo a Parigi 1924 nei 3000 metri a squadre.